# Хуанмі
Хуанмі Хіменес (ісп. Juanmi Jiménez, нар. 20 травня 1993, Коїн) — іспанський футболіст, нападник клубу «Реал Бетіс».
Виступав, зокрема, за клуби «Малага» та «Саутгемптон», а також національну збірну Іспанії.

## Клубна кар'єра

### Ранні роки
Народився 20 травня 1993 року в місті Коїн. Вихованець футбольної школи клубу «Малага». З 2008 року став виступати за дублюючу команду «анчоусів» «Атлетіко Малагеньйо».

### «Малага»
13 січня 2010 року 16-річний нападник дебютував за основний склад в матчі Кубку Іспанії проти «Хетафе». Незважаючи на те, що «Малага» була розгромлена (5:1), Хуанмі забив єдиний гол матчі і став наймолодшим нападником, що забив за «Малагу» в офіційному матчі. У 17 років Хуанмі дебютував у Ла Лізі і знову суперником стало «Хетафе». 27 березня 2010 року в матчі проти «Тенеріфе» юний нападник віддав гольову передачу на Апоньйо. «Малага» весь сезон боролася «за виживання», але, незважаючи на це, Хуанмі взяв участь в 5 матчах, провівши на полі в цілому 110 хвилин.

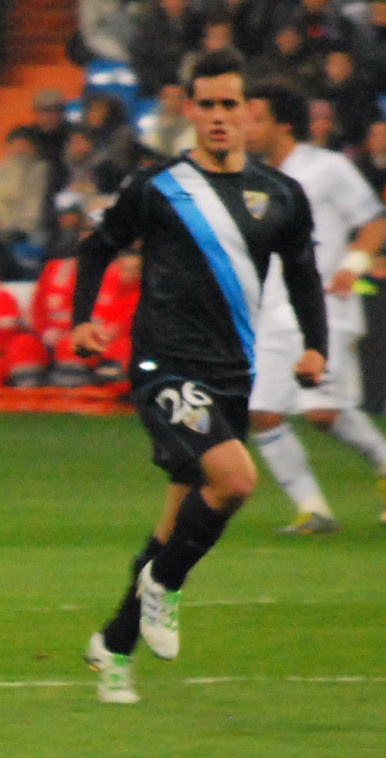
Хуанмі у складі «Малаги»

5 серпня 2010 року молодий нападник підписав професійний контракт з «анчоусами» до 2015 року. 12 вересня того ж року у виїзному матчі проти «Сарагоси» Хуанмі зробив дубль і став в 17 років наймолодшим футболістом, який забив два м'ячі у чемпіонаті Іспанії.
Влітку 2011 року клуб підписав контракт з Рудом ван Ністелроєм і Хуанмі змушений був чекати свого шансу на лавці запасних. Вперше на полі в новому сезоні молодий нападник з'явився лише 11 грудня 2011 року в матчі проти «Осасуни», вийшовши на заміну він забив гол і допоміг своїй команді здобути нічию 1:1. Два дні потому Хуанмі вийшов в основі на матч Кубка Іспанії проти «Хетафе» і на 84-й хвилині забив гол.
25 серпня 2012 року у другому турі Ла Ліги проти «Мальорки» Хуанмі вийшов на заміну на 69-й хвилині і забив гол, принісши своїй команді нічию 1:1. 21 листопада 2012 року в матчі проти російського «Зеніту» Хуанмі дебютував у Лізі Чемпіонів.
14 січня 2013 року Хуанмі в пошуках ігрової практики перейшов в «Расінг» з Сантандера на правах оренди. 19 січня в матчі проти «Лас-Пальмаса» Хіменес дебютував за нову команду. Після закінчення оренди він повернувся в «Малагу».
21 лютого 2015 року в гостьовому матчі на «Камп Ноу» проти «Барселони» він забив єдиний гол, який вперше з 1978 року допоміг «Малазі» не програти каталонській команді в обох поєдинках чемпіонату, а також перервати її 11-матчеву безпрограшну серію.

### «Саутгемптон»
Влітку того ж року Хуанмі перейшов у англійський «Саутгемптон», підписавши контракт до 2019 року. Сума трансферу склала 7 млн. євро. 30 липня в відбірковому матчі Ліги Європи проти нідерландського «Вітесса» він дебютував за нову команду, замінивши у другому таймі Йорді Класі. 30 серпня в поєдинку проти «Норвіч Сіті» Хуанмі дебютував у англійській Прем'єр-лізі. У стані «святих», він так і не став основним гравцем, обмежившись виходами на заміну і не забивши жодного гола. На початку 2016 року агент гравця підтвердив, що веде роботу над поверненням Хуанмі в Іспанію. 

### «Реал Сосьєдад»
Влітку 2016 року Хуанмі перейшов у «Реал Сосьєдад». Сума трансферу склала 4 млн. євро. 21 серпня в матчі проти мадридського «Реала» Хуанмі дебютував за нову команду. Через тиждень у поєдинку проти «Осасуни» він забив свій перший гол за «Реал Сосьєдад». Станом на 26 квітня 2018 року відіграв за клуб із Сан-Себастьяна 62 матчі в національному чемпіонаті.

## Виступи за збірні

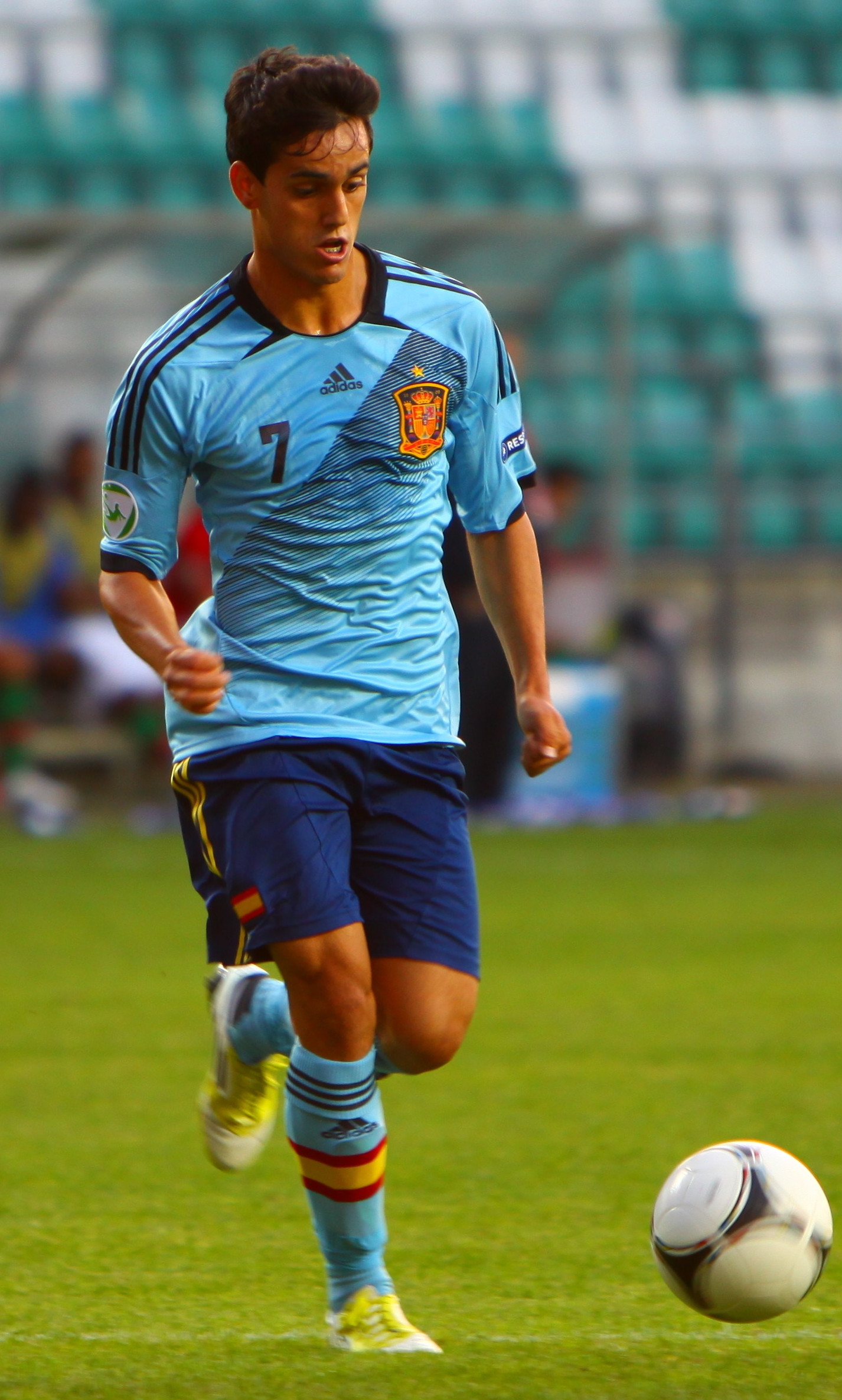
Хуанмі у складі юнацької збірної Іспанії.

2009 року дебютував у складі юнацької збірної Іспанії. У 2011 році у складі збірної до 19 років Хуанмі виграв юнацький чемпіонат Європи у Румунії. На турнірі він зіграв у матчах проти збірних Бельгії, Сербії, Туреччини, Ірландії та Чехії. В поєдинках проти сербів і ірландців Хуанмі забив по голу. 
У наступному році він захистив титул чемпіона на наступному юнацькому чемпіонаті Європи у Естонії. На турнірі Хуанмі зіграв у матчах проти збірних Португалії, Естонії і двічі Греції. Всього взяв участь у 28 іграх на юнацькому рівні, відзначившись 15 забитими голами.
31 березня 2015 року дебютував в офіційних іграх у складі національної збірної Іспанії в товариському матчі проти збірної Нідерландів.
| Дата      | Місто     | Господарі  | Результат | Гості   | Турнір           | Голи | Примітки |
| --------- | --------- | ---------- | --------- | ------- | ---------------- | ---- | -------- |
| 31-3-2015 | Амстердам | Нідерланди | 2 – 0     | Іспанія | товариський матч | -    | 62'      |
| Усього    |           | Матчів     | 1         |         | Голів            | 0    |          |

## Титули і досягнення
- Володар Кубка Іспанії (1):

«Реал Бетіс»: 2022
- Чемпіон Європи (U-19): 2011, 2012